# 英商嘉士洋行倉庫
25°09′58″N 121°26′49″E / 25.16606556°N 121.4469356°E

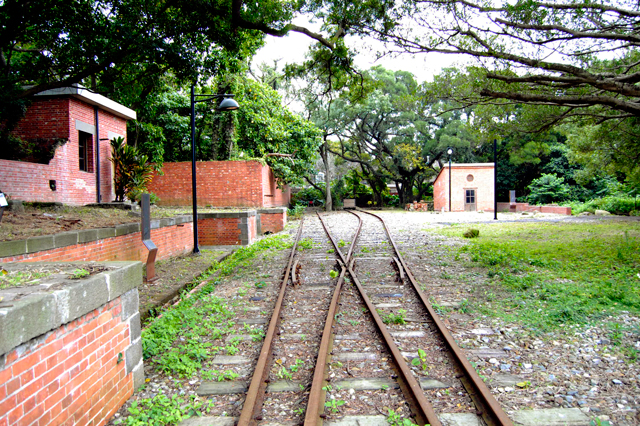
園區內亞細亞支線的鐵道殘蹟

原英商嘉士洋行倉庫是位於台灣新北市淡水區的洋行建築群，2000年6月臺北縣政府公告為縣定古蹟，現為新北市市定古蹟。

## 歷史

### 清領時代
1858年(清咸豐8年)清朝與英國、法國簽訂天津條約，開放滬尾（現今淡水）為通商口岸，1862年(清同治元年)正式設關徵稅後，淡水迅速成為北台灣第一大港，以茶葉、煤、樟腦為出口大宗，佔全台貿易量60%。1894年(清光緒20年)11月，當時著名茶葉外銷洋行「嘉士洋行」的英籍商人范嘉士（Francis Cass）透過中間人向滬尾草寮莊外鼻仔頭居民紀化三，以2千4百銀元及「盡斷根永遠出租田園山埔地段字」的名義承租約一甲的土地，並興建倉庫，經營茶葉貿易。

### 日本時代
1878年(清光緒4年；日明治11年)英商殼牌公司創辦人馬可仕．薩姆爾（Marcus Samuel）兄弟，分別在倫敦、日本橫濱成立公司，與在華的英商洋行合作，引進煤油外銷遠東地區。1897年(日明治30年)殼牌公司買下鼻仔頭嘉士洋行倉庫後並增建兩座倉庫及三座油槽，分別為2500噸、1200噸及60噸。區內更鋪設鐵軌（臺鐵亞細亞支線）接通淡水線的鐵軌，透過鐵路淡水線，成為其全球業務的一環，大規模經營台灣的煤油買賣。
磚塊為來自黃東茂建立的磚廠。
太平洋戰爭爆發，臺灣總督府認定殼牌倉庫隸屬敵對的同盟國國家，便強制徵收。1944年(昭和19年)10月12日，美軍轟炸台灣北部，倉庫油槽中彈起火，歷經三天三夜才被撲滅，這即是淡水人口耳相傳的「火燒臭油棧」，至此，殼牌倉庫逐漸沒落，僅做備用倉儲。

### 戰後時期
戰後，殼牌倉庫被列為日本政府名下財產，土地與建築物權由台灣省行政長官公署接收，成為國有財產交國有財產局管理，之後雖將建築物權交還殼牌公司，但土地權的轉移卻因英政府後來承認中共政權而中途停止，自此開始的三十餘年間，殼牌母公司─英商亞細亞火油公司與國有財產局發生土地產權的纏訟。
1997年(民國86年) 交通部推動「淡水河北側沿河快速道路」計畫，殼牌倉庫位於計畫路線上面臨被徵收拆除之危機。淡水文史團體、在地文化工作者和環保團體於12月中旬發起組成「搶救淡水河行動聯盟」，串連全國各界，進行搶救運動。1998年(民國87年)搶救淡水河行動聯盟向台北縣政府提出殼牌倉庫等多處古蹟指定申請，並開始與殼牌集團接觸。2000年(民國89年)6月27日台北縣政府正式公告殼牌倉庫等為縣定古蹟。
2000年(民國89年)12月，殼牌集團將建築物權贈予搶救聯盟的代表淡水文化基金會，期許倚重基金會的管理，能確實活化其空間、推展再利用，隔年，基金會承辦「永續就業工程計劃」，經由上百位接受就業輔助的中高齡人士，進行園區環境的整理，爾後才有辦法加以利用，包括社區大學的籌備。2011年(民國100年)8月淡水社區大學終於在殼牌正式掛牌運作，成為台灣第一所在百年古蹟辦學的社區大學。

## 建築群設計
英商嘉士洋行倉庫的佔地面積約近3000坪（9900平方公尺）共以倉庫區、油槽區、高級員工宿舍區組成，其中現存製罐工廠、四座大型磚造倉庫（製罐工廠、煤油桶倉庫、潤滑油倉庫、輕質汽油倉庫），三座小型庫房、於1930年代期間興建的幫浦間、鍋爐間、和亞細亞支線運油鐵道等歷史建物。
區內倉庫大小不等均建於日明治30年(1897年)至明治35年（1902年）期間，以二尺厚磚牆做為內部隔間承重牆，磚材為閩南扁平方磚。窗台、門框架使用泉州隴石（花崗岩）打造，窗台於屋內側有向內對開的傳統木製門與木門栓，外側有厚實的鐵窗。屋頂架構承載使用當時西式建築中偏好的大跨距木桁架、樑下加有石板柱頭的方形磚柱承重。
原有的碼頭區當前已被水上人家使用，另外形成淡水地區的特殊景觀，而油槽部分在二戰時遭到美國陸軍航空軍轟炸，僅存一處殘蹟，鐵道支線也因為淡水線拆除改建捷運而停用。目前英商嘉士洋行倉庫古蹟園區已對外開放參觀。

## 攝影集

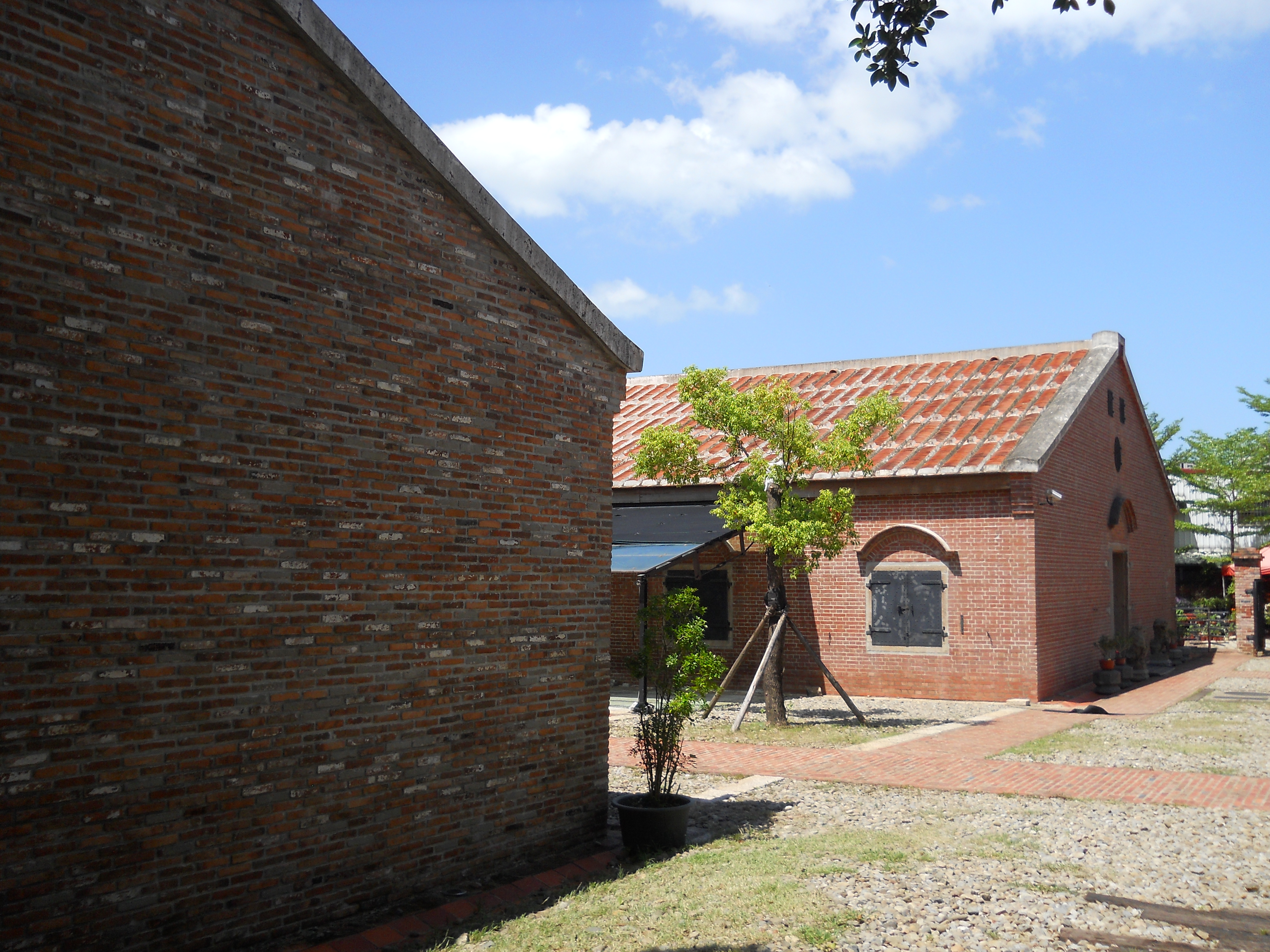
煤油桶倉庫（左）和潤滑油倉庫（右）
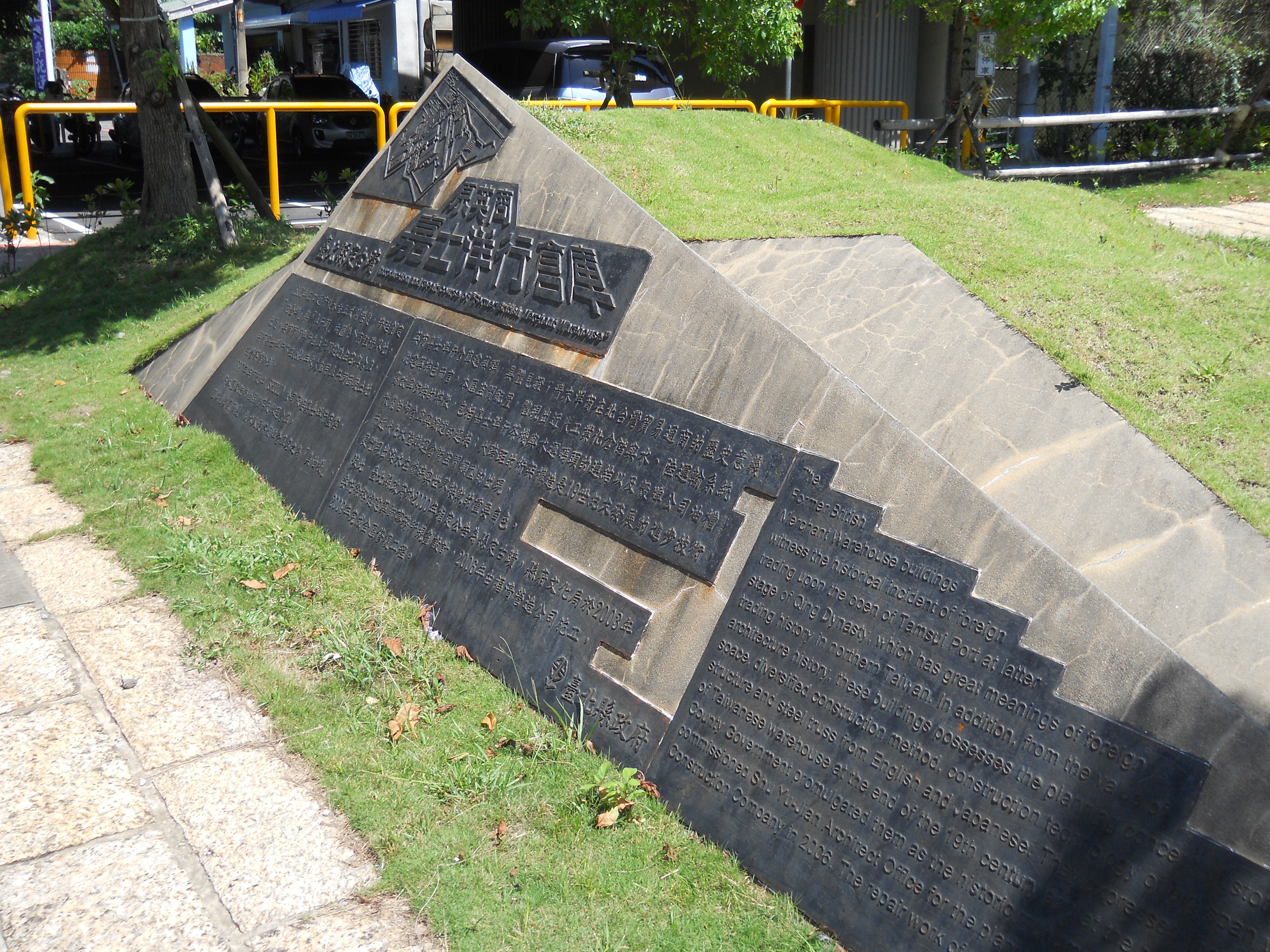
紀念浮雕
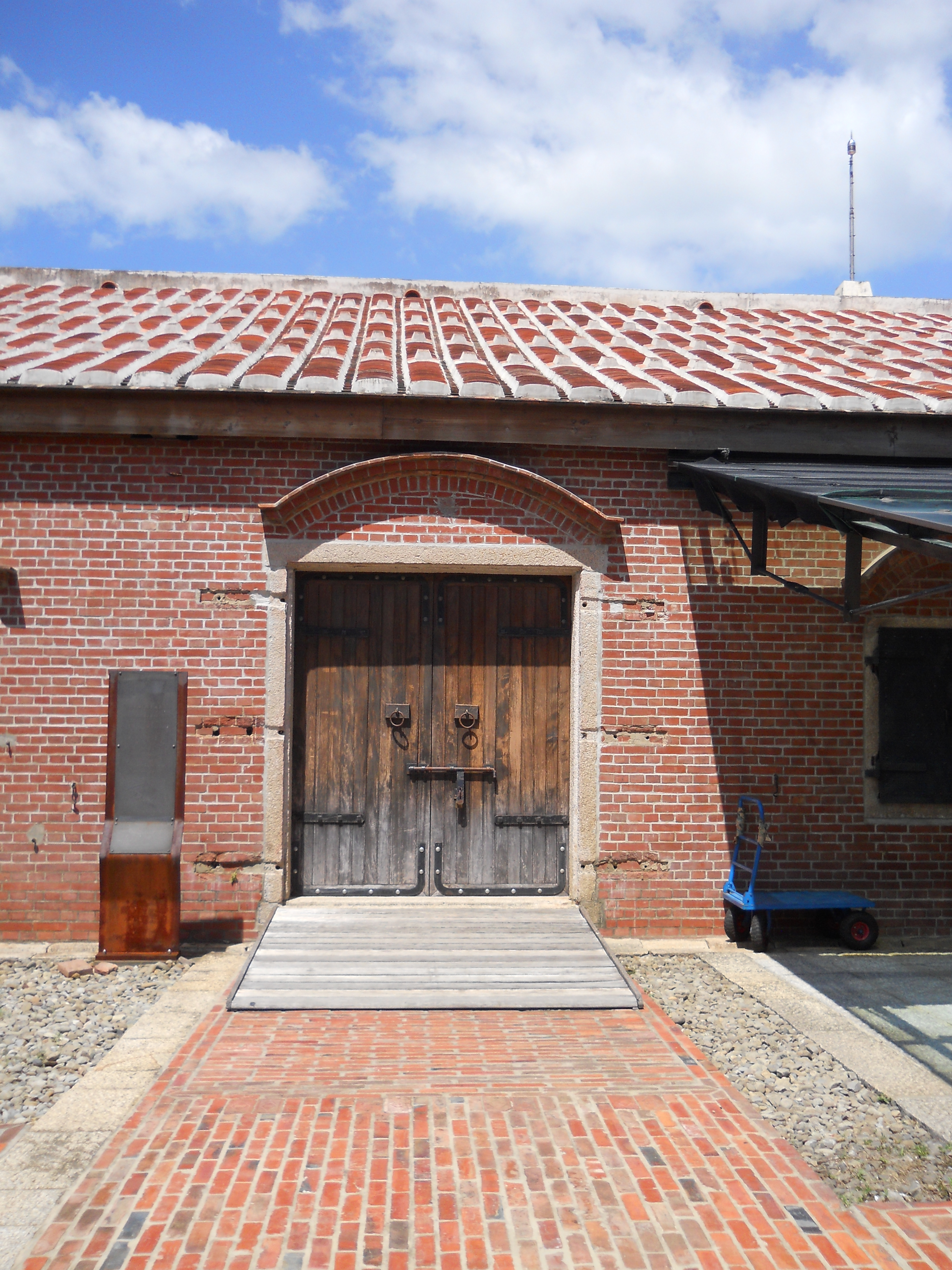
煤油桶倉庫玄關特寫
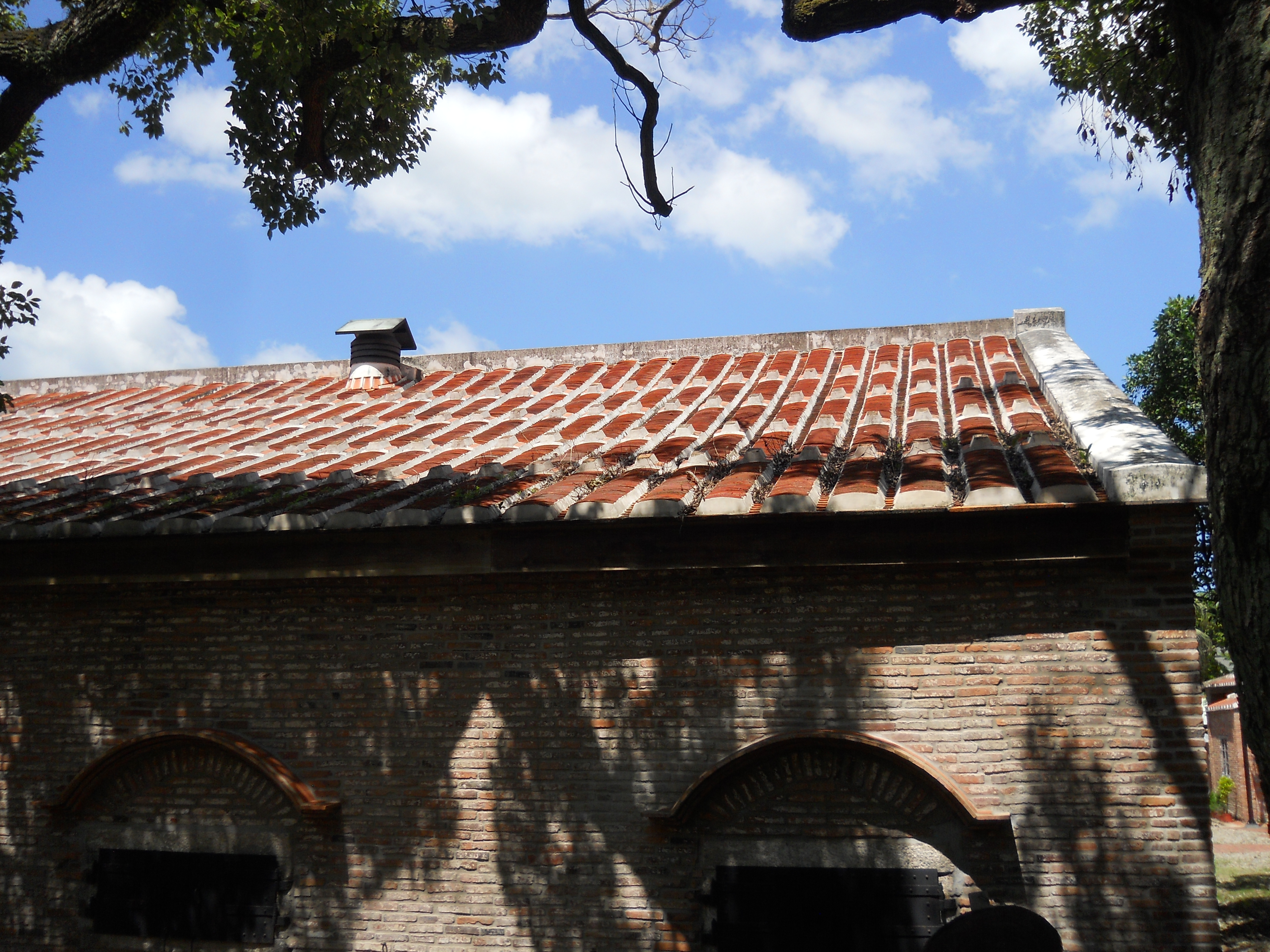
倉庫屋頂特寫

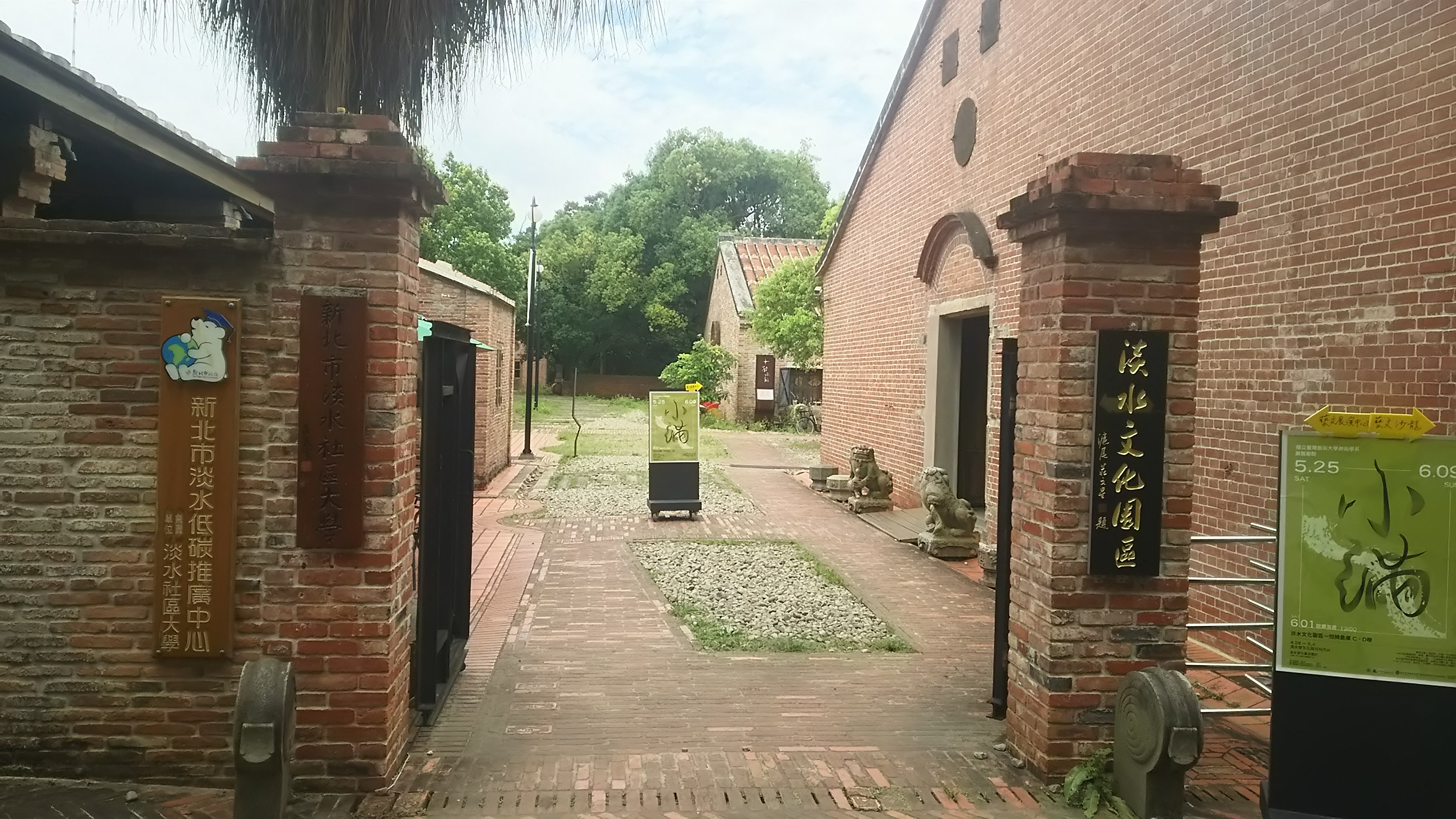
園區入口
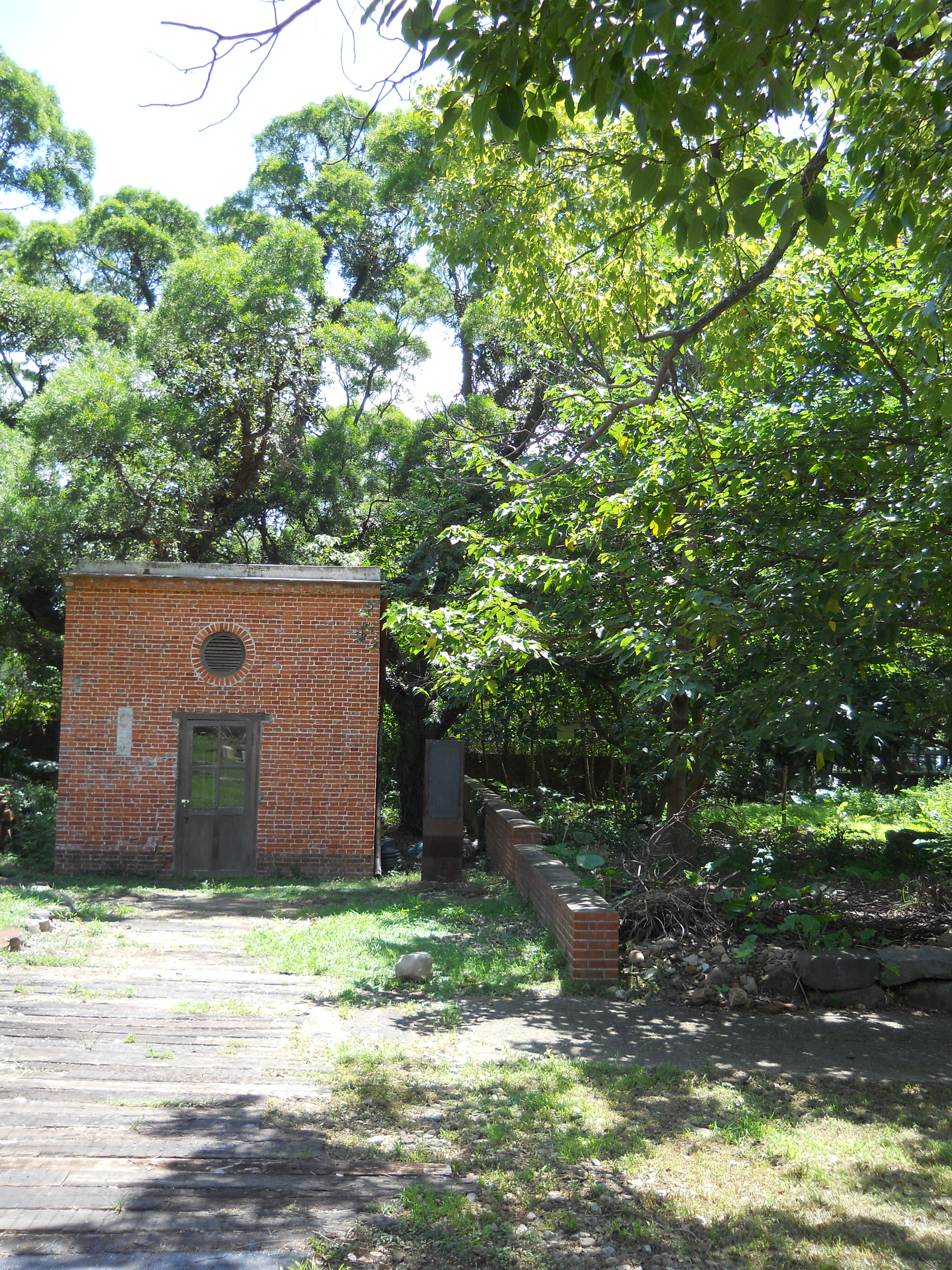
幫浦間
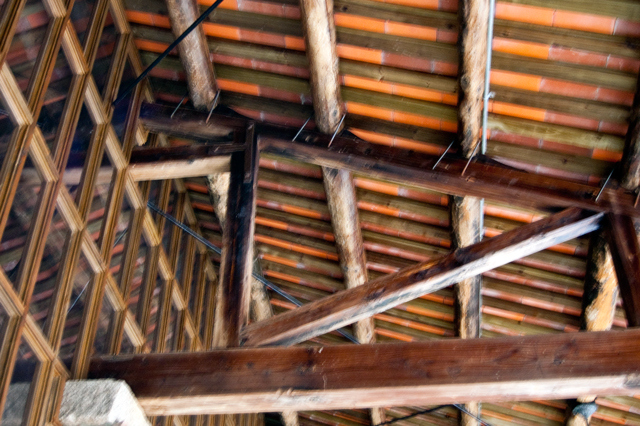
倉庫屋頂桁架
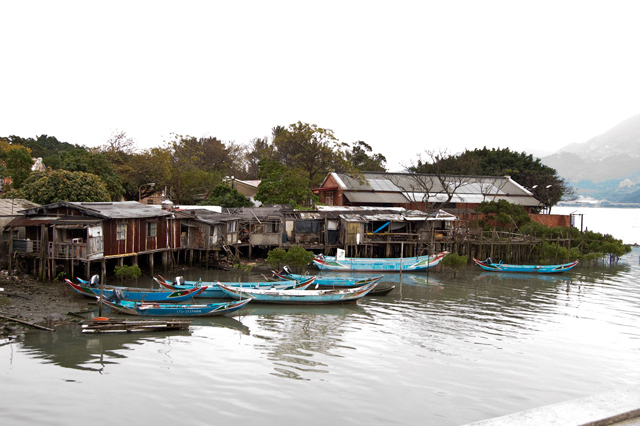
現為水上人家使用的原碼頭區

## 外部連結
- 世紀的餽贈 淡水殼牌倉庫公開捐贈儀式 （页面存档备份，存于）
- 基金會大事紀要
- 淡水文化基金會自1995年迄今之會務大事記 （页面存档备份，存于）
- 人民網 台北寫真：見証歷史的淡水英商嘉士洋行倉庫 （页面存档备份，存于）
- 淡水文化基金會 （页面存档备份，存于）（位於淡水文化園區）
- 原英商嘉士洋行倉庫-文化部文化資產局 （页面存档备份，存于）
- 新浪休閒【景點】殼牌倉庫（原英商嘉士洋行倉庫） （页面存档备份，存于）
- 淡水文化園區-殼牌倉庫-新北市觀光旅遊網 （页面存档备份，存于）

### 延伸閱讀
- 飛行場の測候所: 再會與感謝，中油鐵道畢業典禮@北埔 （页面存档备份，存于）